# Ischnocnema holti
Espèce
Synonymes
- Eleutherodactylus unistrigatus holti Cochran, 1948
- Eleutherodactylus holti Cochran, 1948

Statut de conservation UICN

 DD  : Données insuffisantes
Ischnocnema holti est une espèce d'amphibiens de la famille des Brachycephalidae.

## Répartition
Cette espèce est endémique du Brésil. Elle se rencontre de 1 200 à 2 200 m d'altitude :
- dans la Serra de Itatiaia dans l'État de Rio de Janeiro ;
- dans la Serra dos Órgãos dans l'État de Rio de Janeiro.

## Description
Cette espèce mesure jusqu'à 31,7 mm.

## Étymologie
Cette espèce est nommée en l'honneur d'Ernest Golsan Holt (1889–1983).

## Publication originale
- Cochran, 1948 : A new subspecies of frog from Itatiaya, Brazil. American Museum novitates, no 1375, p. 1-3 (texte intégral).